# Strukturalizm (socjologia)
Strukturalizm – w socjologii oraz antropologii: jedna z głównych orientacji badawczych i nurtów myślowych, mająca znamiona paradygmatu. W swoim najbardziej ogólnym znaczeniu termin ten jest używany przede wszystkim do określenia każdego podejścia, w którym uznaje się, że struktura społeczna jest istotniejsza niż działanie społeczne. Natomiast szczegółowe znaczenie terminu „strukturalizm” odnosi się przede wszystkim do konkretnie sprecyzowanej perspektywy teoretycznej, której okres największej popularności przypada na koniec lat sześćdziesiątych i początek lat siedemdziesiątych dwudziestego wieku. Strukturalizm oddziaływał na socjologię głównie poprzez antropologię strukturalną Claude Lévi-Straussa. Przedstawicielami strukturalizmu są też m.in.: Edmund Leach czy Maurice Godelier.
U podstaw podejścia strukturalizmu leży założenie, że poza często płynnymi i zmiennymi przejawami rzeczywistości społecznej możemy stwierdzić istnienie struktur, stanowiących ich fundament. Istotnym ich aspektem jest fakt, że struktury te nie są uświadamiane sobie przez członków społeczności, w której funkcjonują. 
Właściwym przedmiotem badań strukturalnych są szczególne modele stosunków społecznych, zwanych właśnie strukturami. Szczegółowość ta polega na tym, że spełniają one następujące kryteria:
- struktura ma charakter uporządkowanego systemu, to znaczy, iż składa się z takich elementów, że modyfikacja jednego elementu powoduje modyfikacje pozostałych;
- można przewidzieć, w jaki sposób dana struktura będzie reagowała w przypadku modyfikacji któregoś z elementów;
- dana struktura należy zawsze do pewnej grupy struktur o podobnych zależnościach;
- skonstruowana jest w ten sposób, że jej funkcjonowanie pozwala wyjaśnić wszystkie obserwowane fakty zbiorowości, w której ona występuje.